# Eltxi Bahadur Barles
Eltxi Bugha Bahadur Barles (conegut com a Eltxi Bugha, Eltxi Bahadur, Eltxi Bahadur Barles o Eltxi Bugha Barles) fou un amir dels Barles que ja el 1362 va mostrar suport a Tamerlà al que va servir durant anys.
El 1365 Amir Husayn, que ambicionava les riqueses dels amirs, va gravar durament als principals amirs fidels a Tamerlà com Jaku Barles, Saif al-Din Barles, Akbugha, Eltxi Bahadur i Dolerkha Bahadur.
Després de la victòria de Tamerlà a Balkh el 1370, Eltxi Bahadur Barles fou un dels amirs membres del diwan junt amb Sar Bugha, Husayn Barles, Ak Bugha, Hajji Mahmudshah i Dolerkha Bahadur
En la tercera expedició a Coràsmia el 1375 Tamerlà va enviar al Mogolistan a Adil Shah Jalayir, Sar Bugha, Eltxi Bugha Bahadur i Khetai Bahadur (i altres amirs) amb un exèrcit de 30.000 cavallers, amb ordre de buscar al kan dughlat Kamar al-Din. Sar Bugha i Adil Shah Jalayir, comandants principals de l'exèrcit desplaçat al Mogolistan (ja que Tamerlà estava amb la resta de l'exèrcit), no van trobar cap oposició. Portaven un pla preparat per revoltar-se en el que d'alguna manera participaven els altres amirs Khetai Bahadur i Eltxi Bugha Sulduz, tots aliats al governador d'Andijan, Hamdi; van reunir les forces dels jalayirs i quiptxaqs i van atacar Samarcanda, que van assetjar; els habitants es van defensar amb fletxes tant fortament que els assetjants van creure convenient aixecar el setge. Mentre el governador local, Ak Bugha, havia enviat un missatger a Tamerlà, informant del que passava i Timur, que ja estava una mica més enllà de Kath, nomes saber la notícia va tornar enrere; va enviar per davant al seu fill Jahangir ibn Timur mentre ell seguia al darrere amb el gruix de l'exèrcit; Jahangir va arribar a Bukharà i va disposar les seves forces per la batalla; va esperar als enemics en retirada a un lloc anomenat Kermin i quan van arribar els dos bàndols van entrar en combat; Jahangir els va derrotar. Els vençuts es van dispersar i molts es van refugiar a l'anomenat desert de Quiptxaq, territori de l'Horda Oriental (Blava o Blanca segons les fonts) on governava el tuluïda Urus Khan.
Khetai Bahadur i Eltxi Bugha van demanar perdó i el van obtenir i el 1377 van participar en la guerra contra el Khan de l'Horda Blanca Urus Khan. Khetai Bahadur va morir en els combats i Eltxi Bugha va resultar ferit a la ma.
En la campanya de Coràsmia del 1379, es va lliurar un combat a la rodalia de Urganj que va durar fins a la nit, quan els corasmis finalment es van retirar a la fortalesa. Van destacar en el combat Eltxi Bugha i Anushirwan, fill d'Ak Bugha, que van resultar ferits greus; Elchi es va poder recuperar al cap del temps però Anushirwan va morir.
Apareix combatent a la sisena expedició al Mogolistan el 1383.
Va morir en una data indeterminada però no gaire llunyana al 1383. Va deixar un fill que va servir amb Tamerlà i que ja havia participar destacadament a la conquesta d'Herat el 1381.